# Arabella
 Arabella er en opera i tre akter af Richard Strauss til en tysk libretto af Hugo von Hofmannsthal, deres sjette og sidste operasamarbejde. Værket blev uropført den 1. juli 1933 på Sächsisches Staatstheater i Dresden. Operaen fik sin amerikanske premiere på Metropolitan Opera den 10. februar 1955 med Eleanor Steber i titelrollen.

## Roller
| Rolle                                                   | Stemmetype      | Originalbesætning, 1. juli 1933 (Dirigent: Clemens Krauss) |
| ------------------------------------------------------- | --------------- | ---------------------------------------------------------- |
| Arabella                                                | Sopran          | Viorica Ursuleac                                           |
| Zdenka, hendes søster                                   | Sopran          | Margit Bokor                                               |
| Grev Waldner, deres far, en pensioneret kavaleriofficer | Bas             | Friedrich Plaschke                                         |
| Adelaide, deres mor                                     | Mezzosopran     | Camilla Kallab                                             |
| Mandryka, en kroatisk grundejer                         | Baryton         | Alfred Jerger                                              |
| Matteo, en ung officer                                  | Tenor           | Martin Kremer                                              |
| Grev Elemer, en af Arabellas bejlere                    | Tenor           | Karl Albrecht Streib                                       |
| Grev Dominik, en anden af Arabellas bejlere             | Baryton         | Kurt Böhme                                                 |
| Grev Lamoral, en tredje af Arabellas bejlere            | Bas             | Arno Schellenberg                                          |
| Den Fiakermilli, ballets maskot                         | Koloratursopran | Ellice Illiard                                             |
| En spåkone                                              | Sopran          | Jessyka Koettrik                                           |
| Welko, Djura, Jankel, Mandrykas tjenere                 | Taleroller      | Robert Bussel, Robert Schmalnauer, Horst Falke             |
| Hotelporter                                             | Talerolle       | Ludwig Eybisch                                             |
| En anstandssdame, tre kortspillere, en læge, en tjener  | Tavs rolle      |                                                            |
| Kuske, tjenere, balgæster, hotelbeboere                 |                 |                                                            |

## Synopsis
Tid: 1860'erne
Sted: Wien

### Oversigt
Den smukke, men stolte Arabella er datter af Waldner-familien, som står over for økonomisk ruin, hvis ikke Arabella gifter sig med en rig mand. Arabella håber at gifte sig af kærlighed og ikke for pengenes skyld, men da en kærlig frier uventet dukker op, trues hendes lykke af et spind af misforståelser og bedrag.

### Første akt
På et hotel i Wien
Grevinde Adelaide bliver spået. Spåkonen forudsiger, at Arabella kommer til at gifte sig med en mand fra et fjernt sted, men at der kan være problemer under opsejling. Familien har en anden datter, Zdenka, men da de ikke har råd til at bekoste to bryllupper, er hun blevet klædt som en dreng, som de kalder "Zdenko". Zdenka er faktisk forelsket i Matteo, en fattig officer, som imidlertid elsker Arabella. For at forhindre ham i at begå selvmord skriver Zdenka kærlighedsbreve til ham i Arabellas navn. Zdenka bebrejder Arabella for hendes usympatiske behandling af Matteo, men Arabella siger, at hun venter på den "rigtige mand", som hun kan give sit hjerte helt og holdent. I mellemtiden belejres Arabella af tre bejlere: Elemer, Dominik og Lamoral, og hun erkender, at hun kan blive nødt til at tage en af dem, omend hun ved første blik er blevet forelsket i en fremmed, som hun nærmest kun har passeret på på gaden.
Grev Waldner, der er i store vanskeligheder, har skrevet til alle sine venner om økonomisk støtte, til ingen nytte. Waldner håbede på et svar fra en gammel og umådeligt rig kroatisk ven, Mandryka; han har endda sendt ham et portræt af Arabella i håb om at vække vennens interesse i et ægteskab. En besøgende ankommer, og grev Waldner bliver overrasket over at se, at det er hans ven Mandryka. Imidlertid kommer en anden mand ind, som viser sig at være en nevø, der også bærer navnet Mandryka. Onkelen er død, og som hans eneste arving har nevøen arvet dennes formue og brevet med Arabellas portræt. Ved at se på billedet er han blevet forelsket i Arabella. Han tilbyder at gifte sig med hende og giver Waldner penge.
Et karnevalsbal skal afholdes samme aften. Matteo spørger "Zdenko", hvornår han vil modtage et brev fra Arabella. "Zdenko" svarer, at der vil komme et brev selvsamme aften ved ballet. Arabella sværmer fortsat for den fremmede mand, hun havde bemærket, men da grev Elemer ankommer for at være hendes ledsager den aften, forsøger hun at afvise disse tanker og ser frem til ballet.

### Anden akt
I en balsal
Arabella møder Mandryka, der viser sig at være den fremmede, der fascinerede hende. Mandryka fortæller hende om sit liv og sit lands skikke, hvor unge kvinder tilbyder deres forlovede et glas vand som symbol på deres accept af et tilbud om ægteskab. Mandryka fortæller Arabella, at hun skal eje alle de ting, han ejer, og at hun skal være den eneste der er over ham bortset fra kejseren selv. Arabella indvilliger endelig i at gifte sig med ham og siger: "... so gebe ich mich dir auf Zeit und Ewigkeit" ("...så giver jeg mig til dig for tid og evighed"). De er begge meget glade, og Mandryka accepterer Arabellas anmodning om, at hun får lov til at sige farvel til sin ungdom, hvor hun takker sine bejlere for deres interesse i hende og byder dem farvel.
I mellemtiden giver Zdenka Matteo et brev med nøglen til værelset ved siden af Arabellas og siger, at det er Arabellas værelse og lover, at Arabella vil mødes med ham der om natten. Mandryka overhører denne samtale, og rasende af jalousi og skuffelse (selvom han i første omgang forsøgte at unddrage sig disse følelser) skaber han et postyr og flirter med Fiakermilli, ballets maskot. Da Arabella intetsteds er at finde, insisterer Waldner på, at han mødes med Arabella for at snakke om tingene, og de tager tilbage til hotellet.

### Tredje akt
En lobby på hotellet
Et lidenskabeligt orkesterforspil skildrer Matteo og Zdenkas elskov. Arabella kommer ind i lobbyen og møder Matteo. Da Arabella er forelsket i Mandryka, og Matteo er forelsket i Arabella og mener at det var hende, han netop har elsket med i et mørklagt rum, bliver deres samtale på en gang forvirret og følelsesbetonet. Greven, grevinden og Mandryka når frem i dette øjeblik og bidrager kun yderligere til misforståelsen. Efter at Mandryka har beskyldt Arabella for utroskab og planlægger at vende tilbage til sit land, styrter Zdenka ind, ikke i forklædning men i negligé (hvilket gør det klart, at det var hende, der var sammen med Matteo). Hun erklærer, at hun agter at drukne sig selv af skam. Situationen bliver endelig opklaret. Matteo erfarer, at brevene blev forfalsket af Zdenka, og at det var hende og ikke Arabella, der var i rummet. Han erkender pludselig sin kærlighed til Zdenka, med hvem han indvilliger i at gifte sig. Mandryka overlades til sig selv og kan gruble over sin upassende og bondske adfærd, der har kostet ham Arabella som kone. Arabella beder hans tjener bringe hende et glas vand, og Mandryka tror da, at hun har anmodet om det for at få en forfriskning. Arabella går ovenpå, mens Mandryka, der sørger og bebrejder sig selv forbliver nedenunder. Men bagefter Arabella kommer ned og ser ham. Hun har tilgivet ham og tilbyder ham et glas vand som tegn på forsoning og ægteskab. De kysser hinanden lykkeligt, og Arabella går op ad trappen til sit værelse.

## Instrumentering
- Træblæsere: 2 fløjter, piccolofløjte (fordobler 3. fløjte), 2 oboer, engelskhorn, 3 klarinetter, basklarinet, 3 fagotter (tredje fagot fordobler kontrafagot)
- Messingblæsere: 4 valdhorn, 3 trompeter, 3 basuner, bastuba
- Andre: Pauker, harpe, strygere

## Eksterne links
- Indspilning af "Mein Elemer" af Lotte Lehmann i MP3-format